# Schloss Itter
Schloss Itter ist ein Prachtbau des 19. Jahrhunderts in Itter im Brixental in Nordtirol. Durch die Schlacht um Schloss Itter am 5. Mai 1945, bei der Soldaten der U.S. Army und der Wehrmacht – die sich dem österreichischen Widerstand angeschlossen hatten – gegen Angehörige der Waffen-SS kämpften, hat es auch historische Bekanntheit erlangt.

## Geschichte

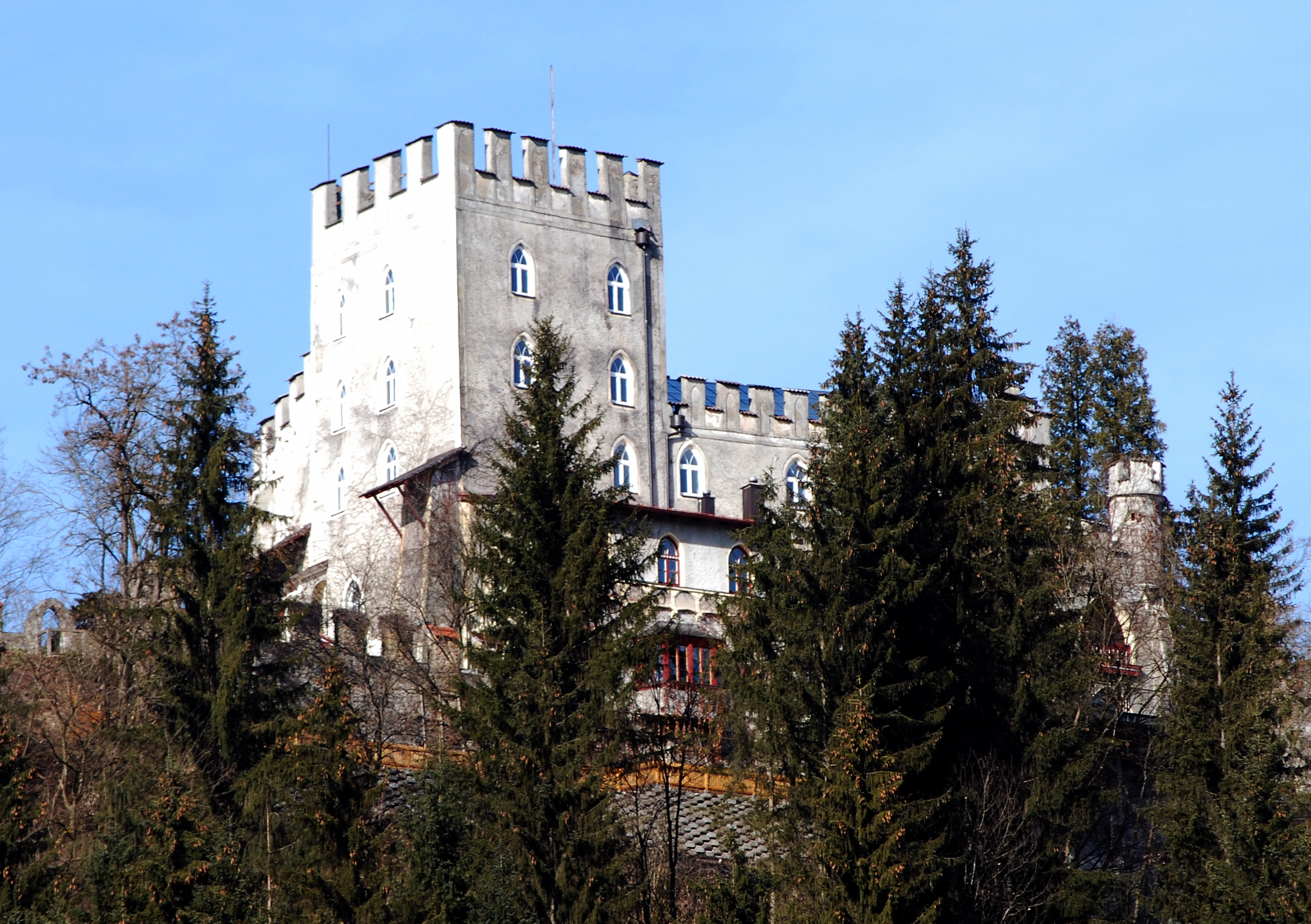
Schloss Itter, vom Süden aus

### Burg Itter
Die Erbauungszeit der Burg ist unbekannt. Sie war eine Grenzfeste des Hochstifts Regensburg zur Überwachung des Eingangs des Brixentals gegen das Erzstift Salzburg und könnte schon nach 900 entstanden sein (902 kam das Brixental an Regensburg), vielleicht aber auch erst später. 1380 wurde Itter vom Regensburger Domkapitel an Salzburg verkauft; die erste bekannte urkundliche Erwähnung stammt von 1241 (zusammen mit Dorf Itter und Pfalzgraf Rapoto II. von Ortenburg als Burgherren).
Im 14. Jahrhundert waren Gericht und Pflege Itter auf der Burg ansässig, Burg und Dorf wurden als Burgfrieden eingerichtet, was für die Bevölkerung neben Versorgung des Verwaltungssitzes mit Brennholz und Nahrungsmitteln auch Wegebau und Stellung militärischer Kontingente bedeutete. 
1526 wurde die Burg in den Bauernaufständen von Pinzgauer Bauern zerstört, aber 1532 wiederaufgebaut. In den letzten Jahren des 16. Jahrhunderts beherbergte das Schloss ein kirchliches Gericht, das sich mit der Verfolgung von Hexen befasste. In den folgenden Jahrhunderten wechselte das Schloss mehrmals den Besitzer und gehörte ab 1782 Kaiser Josef II. 1805 wurde es von Napoleon Bonaparte übernommen, der es 1809 an König Maximilian I. von Bayern gab. Die bayerische Regierung überließ den inzwischen verfallenen Bau der Gemeinde Itter für einen symbolischen Baupfennig von 15 Gulden. Die Dorfbewohner nutzten die Ruine als Quelle für Baumaterial.

### Schloss Itter
1878 kaufte Paul Spieß, ein Unternehmer aus München, das Areal für 3000 Gulden. Er ließ das heutige Schloss auf den Grundmauern erbauen. In der Folge wurde – erfolglos – eine Fremdenpension mit 50 Zimmern eingerichtet. 1884 erwarb die Pianistin Sophie Menter das Anwesen, Liszt und Tschaikowski waren beispielsweise hier zu Gast. 1902 ließ ein neuer Besitzer, Eugen Meyer, das Bauwerk im neugotischen Stil mit Anklängen an den Tudorstil umbauen. Unter diesen Eigentümern wurde der Bau mit elektrischem Licht und modernen Sanitäranlagen ausgestattet und zu einem Luxushotel der Belle Epoque umgestaltet. 1925 übernahm Franz Gruener das Schloss, um dort seine Kunstsammlung von Gemälden und Skulpturen auszustellen.

### Das Schloss im Zweiten Weltkrieg
Während des Zweiten Weltkriegs pachtete die deutsche Regierung das Schloss Anfang 1940 für eine nicht näher bezeichnete staatliche Nutzung.
Akten vermerken, dass das Schloss am 7. September 1942 zu einer „Rauchentwöhnungsanstalt“ umgebaut werden sollte.
Am 7. Februar 1943 requirierte Oswald Pohl das Schloss für die SS. Von da an bis 1945 war in Itter ein Außenlager des Konzentrationslagers Dachau, unter anderem für prominente Häftlinge (Sonderhäftlinge). Hier interniert wurden unter anderen:
- Albert Lebrun, ehemaliger Präsident der Französischen Republik
- Édouard Daladier und Paul Reynaud, beide frühere Premierminister Frankreichs
- Francesco Saverio Nitti, ehemaliger Ministerpräsident Italiens
- André François-Poncet, 1931 bis 1938 französischer Botschafter in Berlin
- Léon Jouhaux, Gewerkschafter
- Marie-Agnès de Gaulle (verheiratet Madame Alfred Cailliau), Schwester von Charles de Gaulle
- Michel Clemenceau, Sohn von Georges Clemenceau
- Jean Borotra, Politiker und Tennisstar
- Maurice Gamelin und Maxime Weygand, französische Generäle

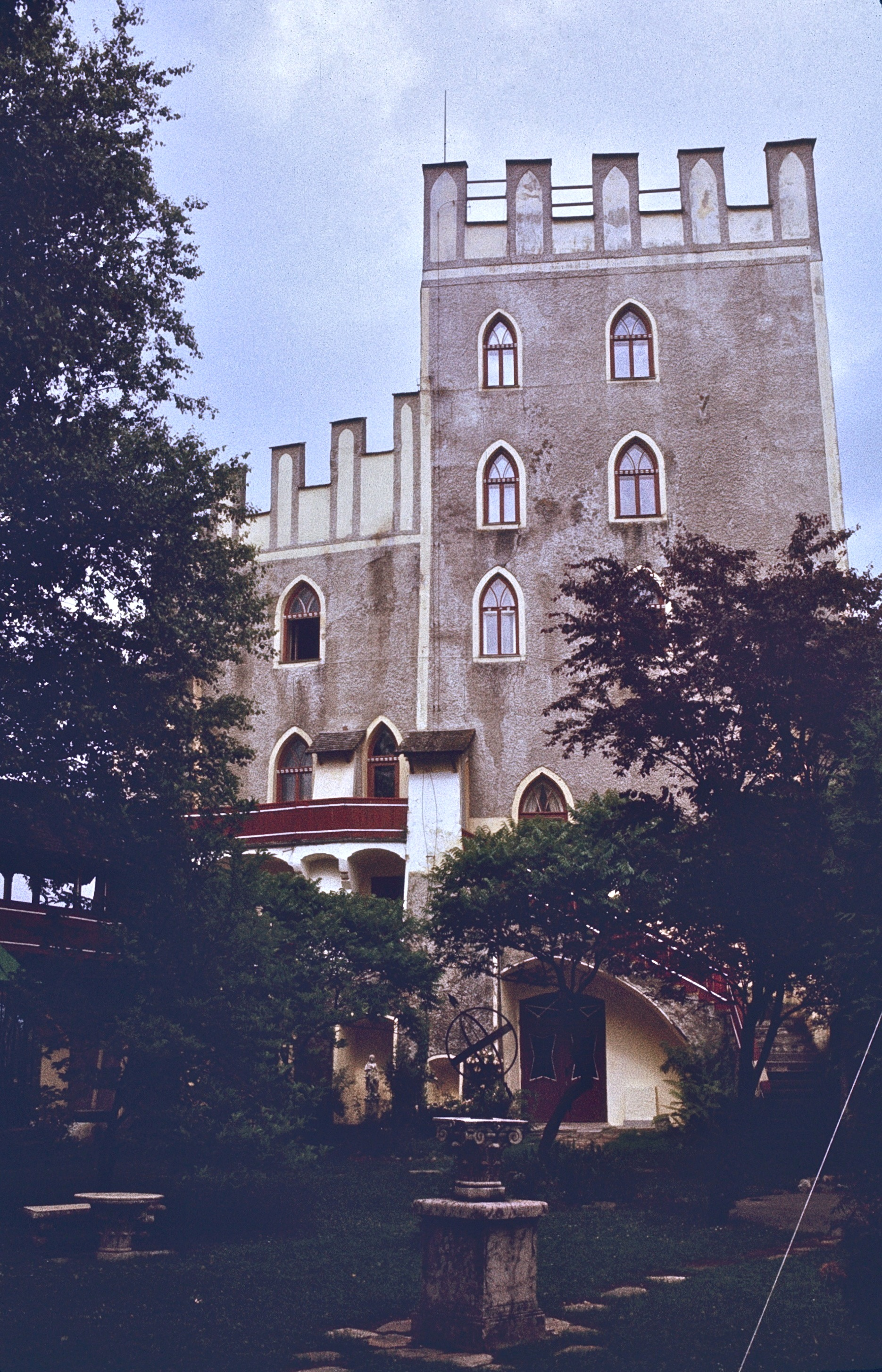
Die Westfassade im Jahr 1979, während der damaligen Nutzung des Schlosses als Hotel

Im Sommer 1944 entwickelten die auf Schloss Itter zur Zwangsarbeit eingesetzten regulären KZ-Häftlinge für sich und die prominenten Häftlinge einen Fluchtplan in die Schweiz. Die Flucht scheiterte, weil sich die Prominenten weigerten, daran teilzunehmen.
Als sich im April 1945 der Vormarsch der US-Armee Richtung Dachau ankündigte, setzte sich Eduard Weiter, der letzte Lagerkommandant des KZ Dachau, nach Itter ab und erschoss sich hier am 2. Mai 1945. Nach dem Abzug der SS-Wachmannschaft übernahmen eine Handvoll US-Soldaten unter Captain John C. Lee jr. und ein Dutzend Soldaten der Wehrmacht unter Major Josef Gangl, die sich dem österreichischen Widerstand angeschlossen hatten, den Schutz der befreiten Ehrenhäftlinge und verteidigten das Schloss gegen den Angriff einer versprengten Waffen-SS-Einheit. Gangl starb dabei; die Schlossgebäude wurden durch Artilleriebeschuss schwer beschädigt.

### Nach 1945
Ende 1945 kaufte der Innsbrucker Hotelier Wilhelm Woldrich  das Schloss. Er sanierte es, baute ein Schwimmbecken im Freien sowie eine größere Garage. 1964 wurde die Komödie Liebesgrüße aus Tirol dort gedreht. Im selben Jahr wurde das Schlosshotel an Bettina McDuff, geborene Mendl, Tochter von Fritz Mendl und Erbin des Ankerbrot-Unternehmens, verkauft. Sie veräußerte es 1972 an die in Liechtenstein ansässige Ittag-Hotel AG. Ende der 1980er Jahre erwarb der österreichische Anwalt Ernst Bosin das Schloss. Der Hotelbetrieb wurde eingestellt, seither ist das Schloss der Öffentlichkeit nicht mehr zugänglich.
Heute steht das Bauensemble unter Denkmalschutz. Von der alten Burg sind Reste von zwei Bergfrieden und der Verbindungsflügel erhalten.

### Adelsgeschlecht Itter
Ein Bezug von Schloss Itter in Tirol zu den Edelherren von Itter (einem bedeutenden, in der Gefolgschaft Karls des Großen stehenden edelfreien Adelsgeschlecht mit Besitz im Itter- und Hessengau) besteht nicht.